# Aresia parva
Aresia parva är en fjärilsart som beskrevs av Barnes och Mcdunnough 1913. Aresia parva ingår i släktet Aresia och familjen björnspinnare. Inga underarter finns listade i Catalogue of Life.